# Козьмінек (Любуське воєводство)
Козьмінек (пол. Koźminek, нім. Koschmin) — село в Польщі, у гміні Щанець Свебодзінського повіту Любуського воєводства.
Населення — 143 особи (2011).
У 1975-1998 роках село належало до Зеленогурського воєводства.

## Демографія
Демографічна структура станом на 31 березня 2011 року:
|          | Загалом | Допрацездатний вік | Працездатний вік | Постпрацездатний вік |
| -------- | ------- | ------------------ | ---------------- | -------------------- |
| Чоловіки | 72      | 22                 | 42               | 8                    |
| Жінки    | 71      | 18                 | 38               | 15                   |
| Разом    | 143     | 40                 | 80               | 23                   |